# Союз ТМА-15
Союз ТМА-15 — российский пилотируемый космический корабль, на котором был осуществлён пилотируемый полёт к Международной космической станции. Девятнадцатый полёт космического аппарата серии «Союз» к МКС. Экипаж корабля составил двадцатую долговременную экспедицию к МКС.

### Экипаж старта и посадки
- (ФКА) Роман Романенко (1)[2] — командир экипажа.
- (ЕКА) Франк Де Винне (2) — бортинженер.
- (ККА) Роберт Тёрск (2) — бортинженер.

### Дублирующий экипаж
- (ФКА) Дмитрий Кондратьев (1) — командир экипажа.
- (ЕКА) Андре Кёйперс (нид.) (2) — бортинженер.
- (ККА) Крис Хэтфилд (3) — бортинженер.

## События
- 27 мая в 14:34 (MSK) — с космодрома Байконур осуществлён запуск космического корабля «Союз ТМА-15»
- 29 мая в 16:36 (MSK) корабль пристыковался к российскому модулю МКС «Заря».[3]
  - в 18:14 MSK были открыты люки корабля и его экипаж вошёл на борт станции.[4]
- 1 декабря 2009. Роман Романенко, Франк Де Винне и Роберт Тёрск попрощались с Джеффри Уильямсом и Максимом Сураевым, которые вдвоём остались на МКС. В 0 часов 30 минут по Гринвичу Романенко, Де Винне и Тёрск заняли свои места в корабле «Союз ТМА-15». В 0 часов 49 минут был закрыт люк между МКС и кораблём «Союз».

В 3 часа 56 минут «Союз ТМА-15» отстыковался от порта, направленного на Землю, модуля «Заря».
В 6 часов 26 минут под управлением командира корабля Романа Романенко был включен двигатель «Союза» на торможение. Двигатель отработал 4 минуты 19 секунд. Приблизительно в 6 часов 50 минут на высоте около 140 км произошло разделение трёх отсеков корабля «Союз».
На высоте 100 км «Союз» вошел в верхние слои атмосферы. В это время течение 5,5 минут космонавты испытывали наибольшие перегрузки, которые доходили до 5 G. За это время спускаемый аппарат достиг высоты 40 км.
Приблизительно в 7 часов на высоте 10 км был раскрыт парашют.
В 7 часов 15 минут 34 секунды (13 часов 15 минут по времени Казахстана) спускаемый аппарат корабля «Союз ТМА-15» приземлился в 80 км северо-восточнее города Аркалык.
Погода на месте приземления была плохая: мороз и туман, вертолёты поисковой команды не смогли быстро прибыть к месту посадки. Первыми, через 15 минут после приземления, к спускаемому аппарату прибыли российские и американские спасатели на вездеходах. Американские спасатели присутствуют при приземлении кораблей «Союз», так как согласно договорённостям по МКС, именно американская сторона ответственна за отправку на станцию и возвращение своих астронавтов, а также европейских, канадских и японских астронавтов. Американская сторона также оплачивает полёты своих, европейских, канадских и японских астронавтов (около 50 млн долларов за каждого астронавта).

## Эмблема полёта
В основе эмблемы корабля «Союз ТМА-15» рисунок мальчика из детского дома Юрия Менкевича.

## Талисманы
Талисманом МКС-20 являлась мягкая игрушка «Смешарик Биби», которую Роману Романенко подарила 6-летняя дочь, также игрушка использовалась как индикатор невесомости.